# Distrito Escolar Independiente de College Station

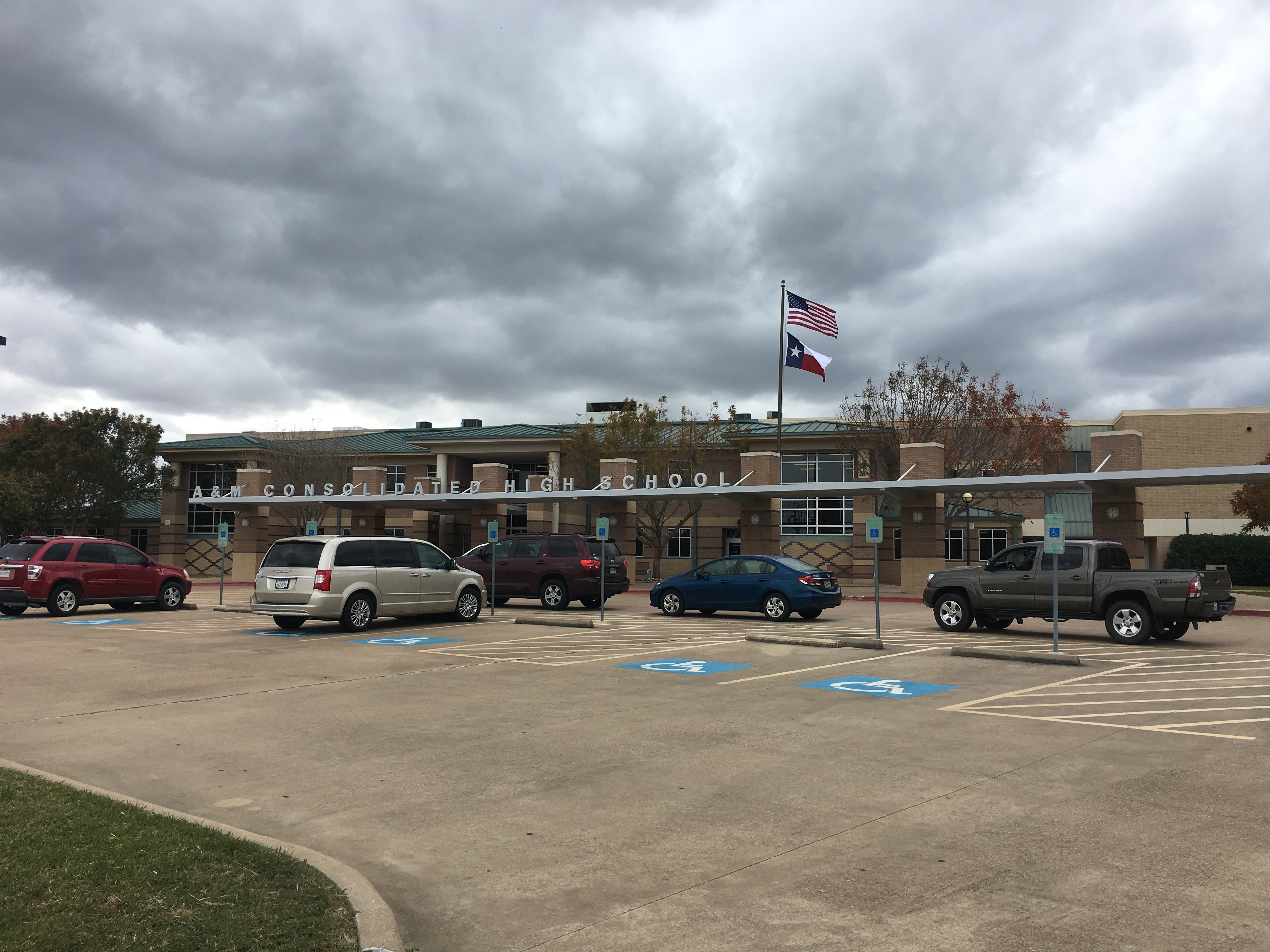
Escuela Secundaria A&M Consolidated

El Distrito Escolar Independiente de College Station (College Station Independent School District) es un distrito escolar de Texas. Tiene su sede en College Station. El consejo escolar tiene un presidente, un vicepresidente, un secretaria, y cuatro miembros. En el año escolar de 2008-2009, CSISD tenía 9.712 estudiantes.